# Amrapalia sulawensis
Amrapalia sulawensis là một loài tò vò trong họ Ichneumonidae.